# Câu lạc bộ bóng đá Chuyên nghiệp Chiết Giang
Câu lạc bộ bóng đá Chiết Giang Chức Nghiệp (tiếng Anh: Zhejiang Greentown F.C., giản thể: 浙江绿城; phồn thể: 浙江綠城; bính âm: Zhèjiāng Lǜchéng) là một câu lạc bộ bóng đá chuyên nghiệp Trung Quốc hiện đang tham gia vào phân hạng China League One (phân hạng hai) theo giấy phép từ Hiệp hội bóng đá Trung Quốc (CFA). Đội bóng có trụ sở tại Hàng Châu, Chiết Giang và sân nhà của họ là sân vận động Rồng Vàng Hàng Châu có sức chức 52.672 chỗ ngồi.